# 英國脫離歐盟對直布羅陀的影響
英國脫離歐盟對於直布羅陀的影響，係起因於英國在2016年的去留公投中決定在2019年3月正式脫離歐盟，而直布羅陀雖非英國本土一部分，但仍以英國海外領土身分參加公民投票，並隨著英國退出，未來可能不復為歐盟的一部分。
直布羅陀在公投中一面倒支持留在歐盟。然而由於西班牙對於直布羅陀的領土要求以及當地經濟活動（包括線上賭博、離岸銀行、免稅購物等大量貢獻），其獨特的情況位導致脫歐談判陷入困境，西班牙亦籍機再向英國提出共享主權計劃。

## 歷史

### 直布羅陀在歐盟選舉中的地位
儘管選舉的結果對直布羅陀有直接的影響，但直布羅陀未參加1975年英國歐共體成員身份公投，也未參加1979年至1999年之間的任何歐洲議會選舉。
2002年，英國議會通過立法，允許直布羅陀作為西南英格蘭選區的一部分，正式參加2004年歐洲議會選舉及其後的選舉。在保守黨於2015年5月意外選舉勝利之後，其宣布直布羅陀將參與同年的歐盟公投法案（European Union Referendum Act 2015）。這意味著直布羅陀是歐洲聯盟（歐盟）唯一的英國海外領土，並且它有權在歐盟選舉和全民投票中投票。

### 公投前
2015年，直布羅陀首席部長費邊·皮卡多表示：若英國投票決定離開，直布羅陀將努力繼續留在歐盟內，但重申，無論結果如何，直布羅陀仍是英國的海外領土。在致英國外交事務特別委員會的信中，他要求在脫歐談判中需考慮直布羅陀。
在公投前夕，西班牙政府警告說，如果英國選擇離開，西班牙將推動重新控制直布羅陀。直布羅陀首席部長費邊·皮卡多警告脫歐對直布羅陀的安全構成威脅。而當地議會的3黨都支持在留歐。

### 公投結果
| 2016年聯合王國歐洲聯盟成員公民投票 直布羅陀 |                    |        |        |
| 選項                                        | 選項               | 票數   | %      |
|                                             | 保留歐盟成員國身份 | 19,322 | 95.91% |
|                                             | 脫離歐盟           | 823    | 4.09%  |
|                                             |                    |        |        |
| 已登記選民及結果                            | 已登記選民及結果   | 24,119 | 83.64% |
| 来源：选举委员会 （页面存档备份，存于）     |                    |        |        |

儘管直布羅陀有著非常高的投票率，甚至在投票所據報出現大排長龍，結果亦是一面倒的支持留歐。然而其數據被併計在西南英格蘭地區，再併入全國計算，因此仍不敵英國51.9%支持脫歐的比例。

## 後續
由於外交事務處理權在於英國，直布羅陀與歐盟27國的談判中缺乏發言權。議會國務副秘書羅賓·沃克於2017年3月訪問直布羅陀，與直布羅陀首席、副首席部長商討脫歐事宜。
而公投翌日，西班牙代理外交大臣José Manuel García-Margallo再次倡議西、英2國共治直布羅陀半島。但被直布羅陀首席部長強烈拒絕。2017年4月，英國首相德蕾莎·梅伊重申「英國將在脫歐時，為直布羅陀尋求最佳協議，未經其人民同意，不會就直布羅陀的主權進行談判。」而脫歐公投的結果，對於直布羅陀在主權 、出入境、人口移動、貨物、航空、金融業等領域，都構成問題。
2018年11月21日，西班牙首相佩德羅·桑切斯威脅若不解決西班牙對直布羅陀的擔憂，就要抵制峰會以否決英國退歐。幾日後，英國與歐盟同意讓西班牙在直布羅陀地位問題上有發言權，英國並表示會在脫歐後，就直布羅陀地位問題談判，繼續與西班牙談判。桑切斯隨即收回抵制峰會威脅。
2020年12月31日，英西兩國同意讓直布羅陀加入申根區，並讓西班牙負責任起部份相關責任。這反而令直布羅陀在脫離歐盟後，雙方的關係更緊密。

## 相關
- 英國脫離歐盟